# Coachala
La Cuaxala o cuachala es un platillo típico mexicano, originario de Tuxpan Jalisco y distribuido en los vecinos estados de Colima y Nayarit, consiste en pollo desmenuzado y/o carne de puerco desmenuzada en caldo de jitomate, chiles (que pueden ser pasilla o cascabel), manteca y masa de maíz, que caracteriza a este platillo, pues sirve para espesar el caldo. Se come caliente y servida en un plato "Cuachalero" sin cubiertos y acompañado de tortillas de maíz; es un platillo principal en las Festividades religiones de Tuxpan Jalisco. 
- Datos: Q5775620